# Digiday
 Digiday é uma revista de mídia on-line fundada em 2008 por Nick Friese. Está sediada em Nova Iorque, com escritórios em Londres e Tóquio.

## Descrição
A Digiday fornece diariamente notícias on-line sobre publicidade, publicação e mídia, além de realizar eventos. O fundador Nick Friese lançou a publicação em abril de 2008. Com o apoio de Doug Carlson, diretor-gerente da Zinio, Friese organizou uma Conferência de Publicação Digital e Publicidade em um hotel de Nova Iorque. Originalmente chamado DM2 Events (uma abreviação de Digital Media and Marketing Events), um colega criou a "Digiday" como uma versão reduzida do "Digital-Day" proposto por Friese. A empresa depende de uma variedade de ofertas para gerar receita, alegando que metade de sua receita é proveniente de publicidade, conteúdo de marca, conteúdo patrocinado e listagens de carreira, e a outra metade é de hospedagem de eventos e realização de programas de premiação. Alega ainda que essas fontes forneceram "crescimento de receita de dois dígitos" em meados do final de 2010. A Digiday também possui uma série de podcasts que cobre as perspectivas de clientes, agências e mídia.

## Outros projetos
Em 2014, Digiday criou "What the Fuck is my Twitter Bio?", um sítio que gera aleatórias bios de Twitter absurdas seguidas de comentários profanos, como uma forma de ironizar a tendência dos usuários do Twitter a empregar certos tipos de frases autopromocionais.
Em maio de 2016, a Digiday lançou um novo sítio chamado Glossy, dirigido pela equipe da Digiday, com o objetivo de fornecer cobertura de marcas de moda e luxo e o impacto da tecnologia nessas áreas, semelhante à cobertura dos sites de mídia fornecidos pela Digiday. Friese afirmou que "planeja adotar a mesma abordagem para a Glossy como a Digiday", começando com reportagens e eventualmente expandindo-se para conferências e outros eventos para gerar receita.

## Equipe
Desde 2017, o editor-chefe é Brian Morrissey, que foi da Adweek para a Digiday em 2011. Josh Sternberg foi editor sênior de janeiro de 2012 a julho de 2014, quando deixou a Digiday para trabalhar no The Washington Post. Em outubro de 2013, Digiday contratou a gerente de marketing da HBO Emily Wilcox como sua primeira diretora de marketing. Em setembro de 2015, Digiday contratou Paul Kontonis, ex-vice-presidente sênior de estratégia do Collective Digital Studio e presidente da Global Online Video Association, como seu novo diretor de marketing e diretor de comunicações.